# クラウディア・アラギェルスカ
クラウディア・アラギェルスカ（Klaudia Alagierska、1996年1月2日 - ）は、ポーランドの女子バレーボール選手。ポーランド代表。

## 来歴

### クラブチーム
ミラヌベク出身。2013年、スパルタ・ワルシャワへ入団しバレーボール選手としてのキャリアをスタートさせる。2014年、IŁキャピタル・レギオノヴィア・レギオノヴォへ移籍。2018年、ŁKSコマースコン・ウッチへ加入した。2018/19シーズンのポーランドリーグで優勝し自身もMVPとベストブロッカー賞を受賞した。2021年の欧州チャンピオンズリーグに出場した。2019/20～2021/22シーズンのポーランドリーグは3位だった。

### 代表チーム
2017年、ポーランド代表に初選出され同年のモントルーバレーマスターズでデビューした。2019年、ネーションズリーグで5位となった。同年の欧州選手権で4位となった。2022年、世界選手権に出場し7位となった。

## 球歴
- 世界選手権 - 2022年
- ネーションズリーグ - 2018年、2019年、2021年、2022年
- ワールドグランプリ - 2017年
- 欧州選手権 - 2019年、2021年

## 受賞歴
- 2019年 - 2018/19ポーランドリーグ MVP、ベストブロッカー賞

## 所属クラブ
- スパルタ・ワルシャワ（2013-2014年）
- IŁキャピタル・レギオノヴィア・レギオノヴォ（2014-2018年）
- ŁKSコマースコン・ウッチ（2018年-）